# Ruše
Pour les articles homonymes, voir Ruse.
Ruše (Maria Rast en allemand) est une commune située dans la région de Basse-Styrie en Slovénie.

## Géographie
La commune est localisée dans le nord-est de la Slovénie à environ 12 km au sud de la ville de Maribor. La commune est localisée le long de la rivière Drave à proximité de la région vallonnée du Pohorje.

### Villages
Les localités qui composent la commune sont Bezena, Bistrica ob Dravi, Fala, Lobnica, Log, Ruše et Smolnik.

## Démographie
Entre 1999 et 2021, la population de la commune est restée stable avec une population légèrement supérieure à 7 000 habitants,.
Évolution démographique
| 1999  | 2000  | 2001  | 2002  | 2003  | 2004  | 2005  | 2006  | 2007  |
| ----- | ----- | ----- | ----- | ----- | ----- | ----- | ----- | ----- |
| 7 272 | 7 290 | 7 289 | 7 326 | 7 337 | 7 362 | 7 408 | 7 423 | 7 450 |
| 2008  | 2009  | 2010  | 2011  | 2012  | 2013  | 2014  | 2015  | 2016  |
| 7 425 | 7 417 | 7 300 | 7 330 | 7 270 | 7 220 | 7 191 | 7 163 | 7 150 |
| 2017  | 2018  | 2019  | 2020  | 2021  |       |       |       |       |
| 7 075 | 7 087 | 7 070 | 7 017 | 7 055 |       |       |       |       |